# Рік дев'ятнадцятий
Рік дев'ятнадцятий (рос. Год девятнадцатый) — радянський художній фільм 1938 року, знятий режисером Іллею Траубергом на кіностудії «Ленфільм».

## Сюжет
За однойменною п'єсою Йосипа Прута. Початок 1919 року. Над Астраханню нависла серйозна загроза: з повітря завдає удари авіація англійців, флотилія інтервентів наближається морем, Колчак і Денікін осаджують місто з суші. За вказівкою нового керівника оборони міста група комуністів таємно пробирається в захоплений англійцями Баку, під виглядом нафтоторговців закуповує пальне і успішно доставляє його в Астрахань. Літаки Червоної Армії злітають в повітря — і війська, що обороняються, переходять у наступ.

## У ролях
- Григорій Горбунов — Лукін, член Реввійськради
- Віталій Поліцеймако — Шайтан, комендант
- Андрій Апсолон — ординарець Льонька
- Володимир Гардін — генерал
- Ганс Клерінг — англієць
- Борис Кудряшов — лейтенант
- Михайло Вольський — Шапкін
- Марія Кравчуновська — тітка Шура
- Михайло Шифман — Рогацький
- Олександр Беніамінов — диригент
- Осип Шахет — Івін, матрос
- Тамара Андрєєва — Іллівна
- Любов Шах — Ася
- М. Баранов — Нестор
- Ахмед Комарлинський — Ахмед Алієв
- Атамоглан Рзаєв — Багіров
- Микола Крючков — гонець
- Костянтин Сорокін — епізод
- Олександр Жуков — оратор-меньшовик
- Микола Кутузов — представник малих держав
- Зула Нахашкієв — епізод

## Знімальна група
- Режисер — Ілля Трауберг
- Сценаристи — Йосип Прут, Ілля Трауберг
- Оператори — Володимир Данашевський, Веніамін Левітін, Анатолій Назаров, Лев Сокольський
- Композитор — Лев Кніппер
- Художник — Петро Якимов